# 유로블록

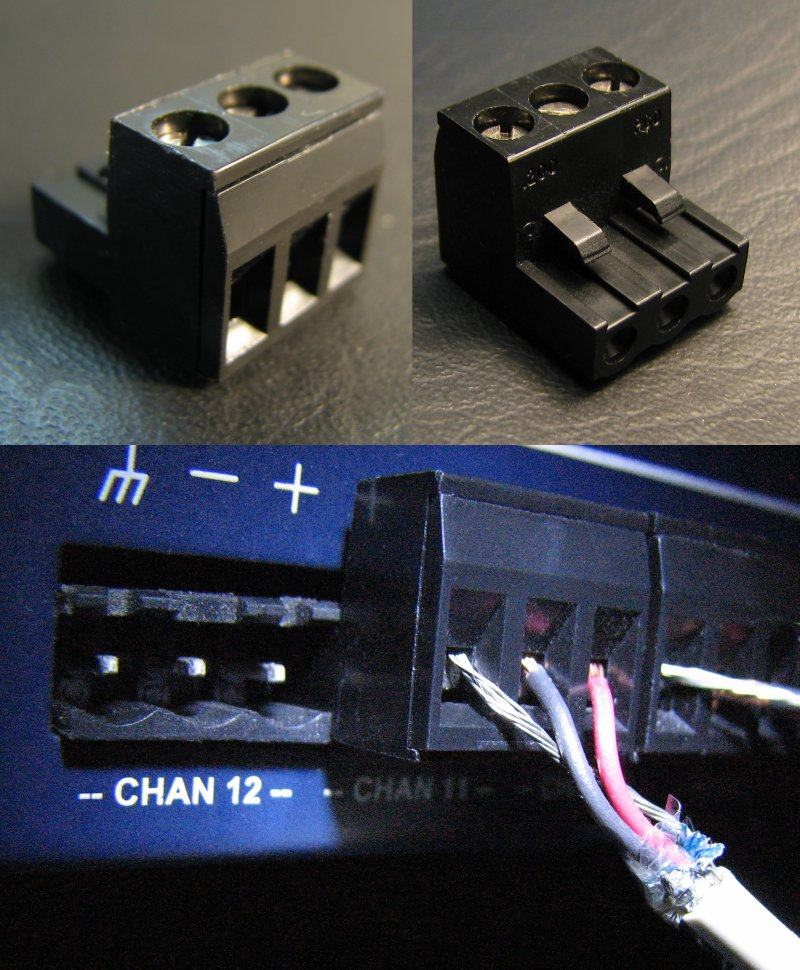
피닉스 커넥터

유로블록(Euroblock)은 "유럽식 터미널 블록"(European-style terminal block)의 줄임말로, 마이크로폰 및 라인 레벨 오디오 신호와 RS-232 또는 RS-485와 같은 제어 신호에 일반적으로 사용되는 초저전압 분리형(또는 플러그형) 전기 단자 및 터미널 블록 조합이다.
이것은 제조사 중 하나인 피닉스 컨택트에서 유래하여 피닉스 커넥터로도 알려져 있는데, 이 독일 회사는 1981년 해리스버그에 미국 지사를 설립했으며, 호환 제품을 만드는 많은 제조사가 있다. 또한 피닉스의 브랜드 이름일 수 있는 "콤비콘(Combicon)"으로도 알려져 있거나, 더 일반적으로는 "플러그형 터미널 블록" 또는 "2피스 터미널 블록"으로도 불린다.
유로블록은 나사 단자를 사용하여 연결 전선을 고정하는 납땜 없는 전기 단자이다. 전선이 설치되면 전체 어셈블리가 전자 장치의 해당 소켓에 꽂힌다. 유로블록은 각 전선을 개별적으로 풀고 다시 조이는 대신 신호 케이블을 전자 장치에서 빠르게 분리하거나 연결할 수 있어 기존의 터미널 스트립보다 편리하다.